# Elisabeth Knechtl
Elisabeth Knechtl (ur. 21 czerwca 1971 w Grazu) – austriacka szpadzistka.

## Życiorys
Podczas Mistrzostw Świata U-20 w Szermierce w 1991 roku, zajęła trzecie miejsce.
Zdobyła srebrny medal (indywidualnie) w szpadzie na Mistrzostwach Europy w Szermierce w 1992 roku. Zwyciężyła w  Pucharze Świata w Szermierce
w sezonie 1992/1993, pokonując w finale Giannę Bürki.